# Prado Verde (Texas)
Prado Verde es un lugar designado por el censo ubicado en el condado de El Paso en el estado estadounidense de Texas. En el Censo de 2010 tenía una población de 246 habitantes y una densidad poblacional de 730,62 personas por km².

## Geografía
Prado Verde se encuentra ubicado en las coordenadas 31°53′23″N 106°36′49″O / 31.88972, -106.61361. Según la Oficina del Censo de los Estados Unidos, Prado Verde tiene una superficie total de 0.34 km², de la cual 0.34 km² corresponden a tierra firme y (0%) 0 km² es agua.

## Demografía
Según el censo de 2010, había 246 personas residiendo en Prado Verde. La densidad de población era de 730,62 hab./km². De los 246 habitantes, Prado Verde estaba compuesto por el 89.02% blancos, el 1.63% eran afroamericanos, el 0% eran amerindios, el 0.41% eran asiáticos, el 0% eran isleños del Pacífico, el 7.72% eran de otras razas y el 1.22% pertenecían a dos o más razas. Del total de la población el 68.7% eran hispanos o latinos de cualquier raza.

## Educación
El Distrito Escolar Independiente de Canutillo gestiona escuelas públicas.